# Talijanski šahovski savez
Talijanski šahovski savez (tal. Federazione Scacchistica Italiana), krovno tijelo športa šaha u Italiji. Osnovan je 1920. godine i član je FIDE od 1924. godine. Sjedište je u Milanu, Viale Regina Giovanna 12. Član je nacionalnog olimpijskog odbora. Italija pripada europskoj zoni 1.1c. Predsjednik je Gianpietro Pagnoncelli (ažurirano 26. listopada 2019.).

## Vanjske poveznice
- Službene stranice